# Wolfgang Kapp
Wolfgang Kapp (Nova York, 24 de julho de 1858 — Leipzig, 12 de junho de 1922) foi um funcionário público e jornalista prussiano. Ele era um nacionalista estrito e um líder do malsucedido golpe de estado Kapp-Putsch.

## Vida pregressa
Kapp nasceu na cidade de Nova York, onde seu pai Friedrich Kapp, um ativista político e mais tarde delegado do Reichstag pelo Partido Nacional Liberal, se estabeleceu após as revoluções europeias fracassadas de 1848. Em 1870, a família voltou para a Alemanha e os estudos de Kapp continuaram em Berlim, no Friedrich Wilhelm Gymnasium (High School). Wolfgang Kapp casou-se com Margarete Rosenow em 1884; o casal teria três filhos. Por meio da família de sua esposa, Kapp adquiriu uma ligação familiar com elementos politicamente conservadores. Em 1886, ele se formou ao concluir seus estudos de direito na Universidade de Tübingen e foi nomeado para um cargo no Ministério das Finanças no mesmo ano.

## Ativista político
Depois de uma carreira oficial normal, Kapp tornou-se o fundador do Instituto de Crédito Agrícola na Prússia Oriental, que obteve grande sucesso na promoção da prosperidade dos proprietários de terras e agricultores daquela província. Ele estava, conseqüentemente, em contato próximo com os Junkers da Prússia Oriental e, durante a Primeira Guerra Mundial, tornou-se seu porta-voz em um ataque ao chanceler Bethmann Hollweg. O panfleto de Kapp, intitulado Die Nationalen Kreise und der Reichskanzler e publicado no início do verão de 1916, criticava a política externa e interna alemã sob Hollweg. Este panfleto apareceu na mesma época que os ataques de "Junius Alter" e evocou uma resposta indignada de Hollweg no Reichstag, no qual ele falou de "abusos repugnantes e calúnias".
Em 1917, junto com Alfred von Tirpitz, Kapp fundou o Deutsche Vaterlandspartei (Partido da Pátria Alemã), do qual ele se tornaria presidente por um breve período. Ele foi uma das várias figuras proeminentes da direita, incluindo o general Erich Ludendorff e Waldemar Pabst, que fundou em agosto de 1919 o Nationale Vereinigung (União Nacional), um think-tank de direita que fazia campanha por um contra revolução para instalar uma forma de governo militarista conservador. A Nationale Vereinigung não pressionou, no entanto, pela restauração da monarquia, o kaiser Guilherme II tendo se curvado à pressão do Exército e partido para o exílio na Holanda em novembro de 1918. Em 1919, com a consolidação da República de Weimar na Alemanha, encontrou Kapp como membro do Deutschnationale Volkspartei (Partido Popular Nacional Alemão).
A derrota da Alemanha na Primeira Guerra Mundial foi vista por nacionalistas como Kapp como uma humilhação e uma traição. Ele se tornou um expoente do mito da punhalada pelas costas e um crítico veemente do Tratado de Versalhes. Em 1919, foi eleito monarquista para o Reichstag.

## Putsch
"Não governaremos de acordo com nenhuma teoria", Wolfgang Kapp, 13 de março de 1920
Em março de 1920, Hermann Ehrhardt, o líder dos Freikorps conhecidos como Marinebrigade Ehrhardt, foi autorizado pelo general Walther von Lüttwitz (Comandante do Grupo de Comando Reichswehr I) a prosseguir e usar a Brigada da Marinha para tirar Berlim do Governo de Weimar. O governo de Weimar fugiu para Dresden e depois para Stuttgart, a fim de evitar a prisão das tropas rebeldes do Reichswehr.
Embora proclamasse um novo governo e administração estatal, Kapp e Lüttwitz não conseguiram calcular a falta de apoio para tal golpe. A maioria do antigo estabelecimento, o serviço público, os sindicatos e a população em geral não se aliaram aos golpistas e, como resultado, o estado recém-proclamado durou meros dois dias antes de uma greve geral ser convocada pelo Partido Social-Democrata da Alemanha (SPD). O Reichswehr, sob o comando de Hans von Seeckt, falhou em manter seu compromisso constitucional enquanto von Seeckt se recusava a defender o governo republicano contra as unidades rebeldes dos Freikorps. O regime de Weimar foi salvo pelo público por meio da greve, mas o Putsch não teve sucesso por outros motivos. Isso inclui a falta de apoio externo e ativo da elite militar, do judiciário e do serviço civil, que relutaram em se comprometer com o Putsch desde o início.
Quando o golpe de Estado falhou, Kapp fugiu para a Suécia. Depois de dois anos no exílio, ele voltou à Alemanha em abril de 1922 para se justificar em um julgamento no Reichsgericht. Ele morreu sob custódia em Leipzig pouco depois de câncer.